# Serie D (pallamano maschile)
La Serie D maschile è stata una divisione del Campionato italiano di pallamano maschile.

Fu istituita dalla stagione 1977-1978 come campionato di quarto livello (organizzato nelle specifiche 8 Zone nelle quali la Federazione aveva suddiviso l'intero territorio nazionale) dopo la serie A, serie B e la serie C.

Dopo lo sdoppiamento della serie A in serie A1 e A2 nel 1986, la serie diventò il campionato italiano di quinto livello fino alla stagione 1993-1994. Lo stesso sostituiva, come torneo promozionale di base e quindi di iniziazione all'handball nella Categoria Seniores, quello di Serie C già in atto da alcune stagioni (1972-1973) A mo' di esemplificazione, queste le squadre partecipanti e la relativa classifica finale nella Zona 1 (Liguria-Piemonte-Valle d'Aosta) nell'annata (1979-1980: POOLL Alessandria, Effil Crest Aosta, C.San Camillo Imperia, 1978 Pallamano Aosta, RE.CA.BO Pallamano Bogliasco (GE), H.C. Savona, THERMAS Casale, P. Pintor Torino.  Il torneo venne vinto con 25 punti in 14 gare (236 reti fatte e 152 subite), con relativa promozione alla Serie C 1980-81 dai biancorossi della 1978, allenata dal Prof. Osvaldo Cardellina, davanti ai granata genovesi del Prof Riccardo Capanna a quota 20 in 14; quindi biancocelesti dell'Effil Crest del Prof. Franco Filippone terza per differenza reti, seguita dai bianchi casalesi del Prof. Alberto Gnani a 19 e con 1 punto di penalizzazione, dall'Alessandria del Prof. Amedeo Spatafora a 10, Imperia 8, Savona 7 e Pintor Torino. Nell'ultima gara i valdostani si imposero ad Alessandria (20-21), arbitri i Sigg. Arcediale di Lecce e Magni di Prato. Similare organizzazione e disputa avvenne nelle altre 7 Zone territoriali e dunque con 8 promozioni complessive alla Serie C.

A partire dalla stagione 1994-1995 non viene più disputato, dopo 17 stagioni consecutive a partire dal 1977-1978, anno nel quale era configurato di IV livello dopo Serie A, Serie B e Serie C (9 stagioni); mentre dal 1986-1987, con l'innovazione dello sdoppiamento della Serie A in A1 e A2, sarà inquadrato nel V livello.